# Agusalu
Agusalu − wieś w Estonii, w prowincji Virumaa Wschodnia, w gminie Illuka.